# Apleria
Apleria is een geslacht van vlinders van de familie spanners (Geometridae), uit de onderfamilie Larentiinae.

## Soorten
- A. esuriata Walker, 1862
- A. ocellaris Felder, 1875